# Gorzyce (gmina w województwie podkarpackim)
Gorzyce (do 1954 gmina Trześń) – gmina wiejska w województwie podkarpackim, w powiecie tarnobrzeskim. W latach 1975–1998 gmina położona była w województwie tarnobrzeskim.
Siedziba gminy to Gorzyce.
Według danych z 31 grudnia 2010 gminę zamieszkiwało 13 527 osób.

## Położenie
Gmina Gorzyce położona jest w widłach Wisły i Sanu w obrębie północnej części Podkarpacia w regionie geograficznym Równiny Tarnobrzeskiej. Teren płaski porozcinany rozległymi nieckowatymi dolinami oraz szerokie doliny rzek Wisły i Sanu, w obrębie północnej części Podkarpacia i regionie geograficznym Równiny Tarnobrzeskiej. Teren płaski porozcinany rozległymi nieckowatymi dolinami oraz szerokie doliny rzek Wisły i Sanu. Występują tu wyniesienia będące fragmentami rozmytych wydm oraz szereg podmokłych zagłębień o głębokości 1,0-3,0 m. Są to tereny występowania starorzeczy i licznych zagłębień wypełnionych wodą. Przez teren gminy przepływają jeszcze rzeki Łęg i Trześniówka wpadające na terenie gminy do rzeki Wisły.

## Struktura powierzchni
Według danych z roku 2002 gmina Gorzyce ma obszar 69,36 km², w tym:
- użytki rolne: 69%
- użytki leśne: 14%

Gmina stanowi 13,34% powierzchni powiatu.

## Demografia

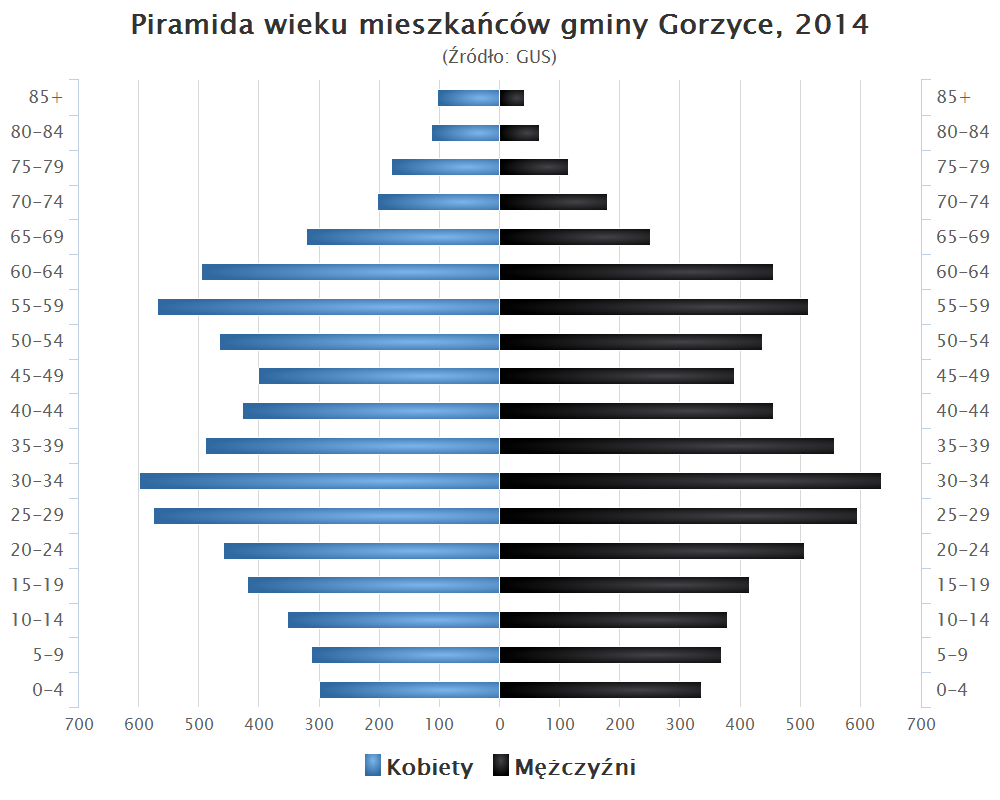
Piramida wieku mieszkańców gminy Gorzyce w 2014 roku

Liczba ludności (dane z 31 grudnia 2010):
|        | Ogółem | Ogółem | Kobiety | Kobiety | Mężczyźni | Mężczyźni |
| osób   | %      | osób   | %       | osób    | %         |           |
| ------ | ------ | ------ | ------- | ------- | --------- | --------- |
| Ogółem | 13 527 | 100    | 6833    | 50,51   | 6694      | 49,49     |
| Miasto | 0      | 0      | 0       | 0       | 0         | 0         |
| Wieś   | 13 527 | 100    | 6833    | 50,51   | 6694      | 49,49     |

▶Wieś vs ▶miasto
Ogółem (▶k, ▶m)
Wieś (▶k, ▶m)

## Honorowi obywatele gminy
- Paweł Adamowicz
- ks. prałat Władysław Drewniak
- Stanisław Krawiec
- Jan Puk
- Władysław Stępień

## Sołectwa
Furmany, Gorzyce, Motycze Poduchowne, Orliska, Sokolniki, Trześń, Wrzawy, Zalesie Gorzyckie.
Na terenie Gorzyc utworzono jednostkę pomocniczą Gorzyce-Osiedle.

## Sąsiednie gminy
Dwikozy, Grębów, Radomyśl nad Sanem, Sandomierz, Tarnobrzeg, Zaleszany